# Ammoniumhydrogencarbonat
Ammoniumhydrogencarbonat (auch Ammoniumbicarbonat, ABC-Trieb) ist ein Ammoniumsalz der Kohlensäure. Es ist Hauptbestandteil des Hirschhornsalzes.

## Vorkommen
In der Natur findet sich Ammoniumhydrogencarbonat als das Mineral Teschemacherit sowie in Guanolagern an der Westküste Patagoniens und auf den Chincha-Inseln.

## Gewinnung und Darstellung
Die Herstellung erfolgt durch Einleiten von Kohlenstoffdioxid in konzentrierte Ammoniaklösung bei 35 bis 40 °C. Das ausgefallene kristalline Ammoniumhydrogencarbonat wird abzentrifugiert und bei einer Temperatur von 40 °C getrocknet.

## Eigenschaften
Ammoniumhydrogencarbonat bildet farblose prismenförmige Kristalle, die in einem rhombischen Kristallgitter auftreten. Das Salz löst sich sehr gut in Wasser. Die Löslichkeit steigt mit der Temperatur an.
| Löslichkeit von Ammoniumhydrogencarbonat in Wasser |        |       |       |       |       |       |       |       |
| Temperatur                                         | in K   | 273,2 | 283,2 | 293,2 | 303,2 | 313,2 | 323,2 | 333,2 |
| Temperatur                                         | in °C  | 0     | 10    | 20    | 30    | 40    | 50    | 60    |
| Löslichkeit                                        | in Ma% | 10,6  | 13,9  | 17,8  | 22,1  | 26,8  | 31,6  | 37,2  |

Der pH-Wert einer wässrigen Lösung (50 g/l bei 20 °C) beträgt ca. 8.  Schon bei Raumtemperatur kann ein langsamer Zerfall in Ammoniak, Kohlenstoffdioxid und Wasser beobachtet werden. Die Zerfallsgeschwindigkeit nimmt mit steigender Temperatur stark zu.
{\displaystyle \mathrm {NH_{4}HCO_{3}\rightleftharpoons NH_{3}+\ H_{2}O+\ CO_{2}} }
Der Zerfall kann über die entsprechenden Dissoziationsdrücke quantifiziert werden.
| Dissoziationsdruck von Ammoniumhydrogencarbonat |        |       |       |       |       |       |       |        |
| Temperatur                                      | in K   | 298,6 | 307,4 | 313,9 | 318,2 | 323,2 | 329,0 | 332,5  |
| Temperatur                                      | in °C  | 25,45 | 34,25 | 40,75 | 45,05 | 50,05 | 55,85 | 59,35  |
| Druck                                           | in kPa | 7,85  | 16,26 | 26,79 | 37,06 | 52,65 | 82,11 | 108,64 |

## Verwendung
Da es eine definierte Zusammensetzung hat, ist es als Backtriebmittel („ABC-Trieb“ / Backpulver) zur Herstellung von Weihnachtsgebäck wie Lebkuchen und Spekulatius in großtechnischen automatisierten Backanlagen besser geeignet als Hirschhornsalz. Es ist in der EU als Lebensmittelzusatzstoff der Nummer E 503ii zugelassen und kommt mit dem Zusatz reinst in den Handel.
Diesem Backtriebmittel verdanken angeblich die kreisrunden Kuchenstücke „Amerikaner“ ihren Namen. Ursprünglich soll dieses Gebäck „Ammonikaner“ genannt worden sein. Diesen Begriff soll ein Bäcker dann gegen „Amerikaner“ ausgetauscht haben.
In der Volksrepublik China wurde Ammoniumhydrogencarbonat früher in großen Mengen als wichtigster Stickstoffdünger eingesetzt. Die Produktion begann 1958 und fand in über 1000 Kleinanlagen statt. Inzwischen wurde es vor allem durch Harnstoff ersetzt, 2012 lag der Marktanteil aber noch bei 17 %.